# CBN (Rapper)
CBN (* 1987 in St. Gallen, eigentlich Sinan Stäheli) ist ein Schweizer Mundart-Rapper.

## Leben
CBN begann mit dem Rappen Anfang der 2000er Jahre in seiner Heimatstadt St. Gallen. Anfangs gehörte er zur Crew B-Killa Soundsystem. Diese geben 2004 unter dem Titel Session 04 ein gemeinsames Album heraus.
2006 erschien mit dem Mixtape Vo Engel und Maschinegwehr seine erste Soloveröffentlichung, die ihn erstmals auch ausserhalb seines Kantons bekannt macht. 2008 folgte das zweite Mixtape Poesie und Schnaps. Er wird Mitglied der Crew Eldorado FM.
2009 schliesslich folgte sein erstes offizielles Album Papillon als Eigenproduktion. Erstmals in die Charts gelangte er mit dem Crew-Album Luke mir si di Vater, das Platz 2 der Schweizer Charts erreichte. 2016 folgte sein zweites Album Tourist, erneut als Eigenproduktion. Das Album erreicht Platz 10 der Schweizer Albencharts.
Am  20. April 2018 erschien Kaspar Melchior Balthasar, ein Kollaboalbum mit Dezmond Dez und Tommy Vercetti, das Platz 1 der Schweizer Charts erreicht.

## Musikstil
CBN rappt im St. Gallener Dialekt und besitzt einen ausgewählten, anspruchsvollen Wortschatz. Seine Texte sind oft kryptisch und poetisch gehalten.

## Privatleben
CBN studierte Jura und wohnt derzeit in Zürich.

## Diskografie
Alben
- 2009: Papillon (Eigenproduktion)
- 2016: Tourist (Eigenproduktion)

Mixtapes
- 2006: Vo Engel und Maschinegwehr (Eigenproduktion)
- 2008: Poesie und Schnaps (Eigenproduktion)

Kollaboalben
- 2004: Session 04 mit B-Killa Soundsystem (Eigenproduktion)
- 2015: Luke mir si di Vater (mit Eldorado FM)
- 2018: Kaspar Melchior Balthasar (mit Dezmond Dez und Tommy Vercetti, Eldorado Records)